# Егорлик
Егорлик (Болшой Егорлик) (на руски: Егорлык, Большой Егорлык) е река в Ставрополски край, Република Калмикия и Ростовска област на Русия, ляв приток на река Западен Манич (ляв приток на Дон). Площ на водосборния басейн 15 000 km².
Река Егорлик води началото си от южната, най-висока част на Ставрополското възвишение, на 588 m н.в., на 3 km източно от станица Новоекатериновская, в югозападната част на Ставрополски край. В горното течение тече на северозапад през югозападните части на Ставрополското възвишение в сравнително тясна и добре оформена долина. След изтичането си от Новотроицкото водохранилище навлиза в източната част на Кубано-Приазовската низина като в началото тече на североизток, след това на запад и север и отново на североизток в широка и плитка долина. В долното течение посоката ѝ е северна и протича през Кумо-Маничката падина. Влива се отляво в река Западен Манич (ляв приток на Дон, по точно в Пролетарското водохранилище), при нейния 181 km, на 10 m н.в., на 4 km северно от село Нови Манич (Ростовска област).
Основни притоци: леви – Калали (111 km), Рассипная (62 km), Сухой Лог (42 km), Болшая Сандата (53 km); десни – Татарка (30 km), Руская (42 km), Ташла (72 km), Малая Кугулта (48 km), Болшая Кугулта (112 km), Мали Гок (62 km), Болшой Гок (62 km), Башанга (46 km).
В средното и долно течение преобладава снежното подхранване, а в горното – грунтовото (подземното). Среден годишен отток в долното течение, при село Нови Егорлик (Ростовска област) 38,2 m³/s. За увеличаване на оттока на реката чрез Невинномиския канал постъпва голямо количество вода от река Кубан. След това коритото на реката изкуствено е променено и тя протича през Сенгилеевското езеро, което е превърнато във водохранилище. По-надолу по течението на Егорлик са изградени Егорликското и Новотроицкото водохранилища, като под преградните им стени функционират ВЕЦ-ове. От последното водохранилище наляво и надясно се отклоняват Лявоегорликския и Дясноегорликския напоителни канали. По бреговете на реката са разположени около 20 предимно големи селски населени места, в т.ч. селището от градски тип Солнечнодолск и районния център село Красногвардейское в Ставрополски край.